# Тараканов (Ровненская область)
Тараканов (укр. Тараканів) — село в Дубенском районе Ровненской области Украины. Административный центр Таракановской сельской общины.
Село расположено на левом берегу реки Иквы (приток реки Стыр).
Население по переписи 2001 года составляло 1634 человека. Почтовый индекс — 35641. Телефонный код — 3656. Код КОАТУУ — 5621689101.
На южной окраине села находится архитектурный памятник — Форт-застава Дубно (Таракановский форт), построенный властями Российской империи в конце XIX века для обороны западных рубежей. В настоящее время форт находится в полуразрушенном состоянии.